# Aouze

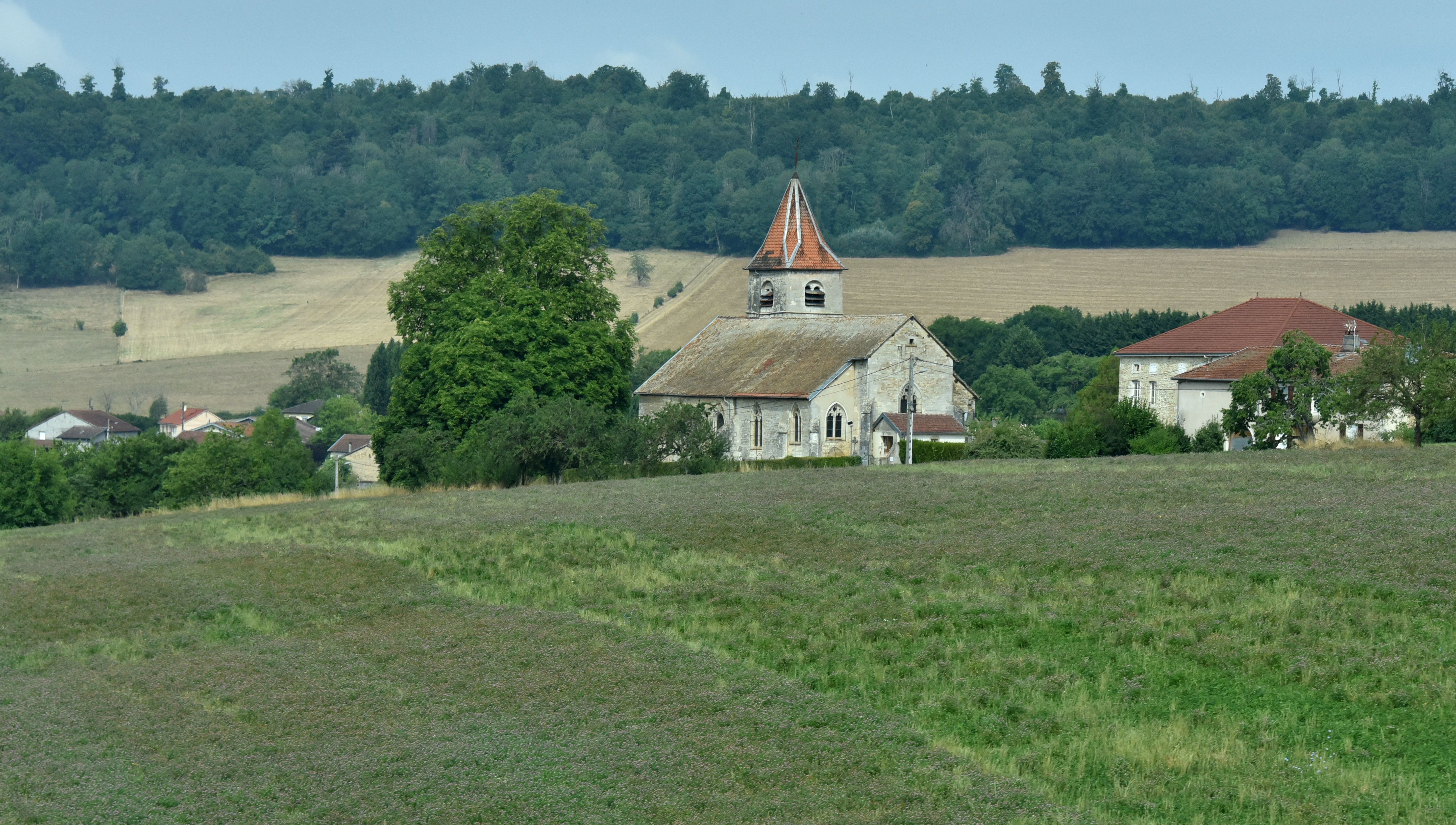
Église Saint-Vincent d'Aouze

Aouze is een gemeente in het Franse departement Vosges (regio Grand Est) en telt 193 inwoners (1999). De plaats maakt deel uit van het arrondissement Neufchâteau.

## Geografie
De oppervlakte van Aouze bedraagt 10,9 km², de bevolkingsdichtheid is 17,7 inwoners per km².
De onderstaande kaart toont de ligging van Aouze met de belangrijkste infrastructuur en aangrenzende gemeenten.

## Demografie
Onderstaande figuur toont het verloop van het inwonertal (bron: INSEE-tellingen).